# Иван Фёдоров
Ива́н Фёдоров (в Речи Посполитой Фёдорович, Москви́тин; около 1520, Русское государство — 5 [15] декабря 1583, Львов, Русское воеводство, Речь Посполитая) — один из первых русских книгопечатников, предположительно, ученик Ганса Мессингейма.
По традиции часто называется «первым русским книгопечатником». Иван Фёдоров — издатель первой точно датированной печатной книги «Апостол» в Русском царстве, а также основатель Острожской типографии в Русском воеводстве Речи Посполитой.

## Книгопечатание на славянских языках до Ивана Фёдорова
- Первые книги на церковнославянском языке выпустил Швайпольт Фиоль в Кракове в 1491 году. Это были: «Октоих» («Осьмогласник») и «Часословец», а также «Триодь постная» и «Триодь цветная». Предполагается, что триоди (без обозначенного года напечатания) Фиоль выпустил до 1491 года.
- В 1494 году в городке Обод на Скадарском озере в княжестве Зета (ныне Черногория) монахом Макарием в типографии под покровительством Георгия Черноевича была напечатана первая книга на славянском языке у южных славян, «Октоих-первогласник». Эту книгу можно увидеть в ризнице монастыря города Цетине.
- В 1512 году Макарий напечатал Евангелие в Угро-Валахии (территория современных Румынии и Молдавии).
- В 1517—1519 годы в Праге Франциск Скорина напечатал кириллическим шрифтом на белорусском варианте церковнославянского языка «Псалтырь» и ещё 23 переведённые им книги Библии.
- В 1522 году в Вильне (ныне — Вильнюс) Франциск Скорина напечатал «Малую подорожную книжицу». Эта книга считается первой книгой, напечатанной на территории, входившей в состав СССР.
- В 1525 году в Вильне Франциск Скорина напечатал «Апостол». У Скорины учился помощник и коллега Фёдорова — Пётр Мстиславец.
- В 1550—1560-х годах в Москве предположительно существовала так называемая анонимная типография. Она носит такое условное название, поскольку на изданных типографией книгах не имеется никаких помет и имён издателей.

## Биография

### Происхождение
Иван Фёдоров родился между 1510 и 1530 годами. Точных сведений года рождения (как и о его роде) нет. Уже живя в Великом княжестве Литовском, он писал о Москве как о своём «отечестве и роде» и в переписке добавлял к своему имени «москвитин». Учитывая его собственный перевод этого прозвища (например, в Острожской Библии: Іоа́нномⸯ Ѳео́доровымⸯ сы́номⸯ з Мосⸯквы = греч. τοῦ Ἰωάννουτοῦ Θεοδώρο υἱοῦ ἐκ τῆς μεγάλης Ῥωσίας), его обычно считают указанием на страну происхождения (Московское царство, которое в Речи Посполитой, как и в Европе в целом, называли Московией или просто Москвой), а не на город.

### Имя
Поскольку к XVI веку на восточнославянской территории ещё не установились фамилии в современном понимании, Иван Фёдоров подписывался разными именами. В московский период он использовал традиционное для Руси именование по отцу на -ов («сын») — в частности, в выходных данных московского Апостола он именуется Ива́нъ Ѳе́доровъ. В период литовский обычно использовал отчество на -ович и добавлял к нему прозвище по месту происхождения Ива́нъ Ѳе́доровичь Москви́тинъ — в частности, так обозначено в Псалтыре 1570 года. В то же время в Острожской Библии 1581 года в славянской версии предисловия значится, что она напечатана Іоа́нномⸯ Ѳео́доровымⸯ сы́номⸯ з Мосⸯквы (калька с др.-греч. τοῦ Ἰωάννου τοῦ Θεοδώρο υἱοῦ ἐκ τῆς μεγάλης Ῥωσίας в греческой версии). В латинских документах он подписывался Ioannes Fedorowicz Moschus, typographus Græcus et Sclavonicus («Иван Фёдорович Московский (или Московит), печатник греческий и славянский»), либо Johannes Theodori Moscus («Иван Фёдора (сын) Московит»).
Существовали и другие варианты: Іоа́ннъ Ѳео́доривичь (в Азбуке 1578 года), Иоа́ннъ Ѳео́доровичъ печатникъ з Москвы̀ (Новый завет 1580 года), Іѡа́ннъ Ѳе́доровичь дрꙋ́карь Москви́тинъ (львовское издание Апостола 1574 года). На его надгробии также значится Іоанъ Ѳеодоровичь дрꙋкарь Москвитинъ.

### Московская типография

Церковь Николы Гостунского, в которой служил Иван Фёдоров

Церковь Николы Гостунского, с картины Ф.Алексеева.

В 1552 году Иван IV, посоветовавшись с митрополитом Макарием, решил начать книгопечатание; для этой цели начали искать мастеров печатного дела. В этом же году по просьбе Ивана Грозного из Дании был прислан типограф Ганс Миссингейм, или Бокбиндер (дат. Bokbyndere — «переплётчик»); кроме того, из Польши (вероятно, из какой-нибудь русской типографии в польских владениях) выписаны были новые буквы и печатный станок, и печатание началось. 1550-е годы было издано несколько «анонимных» изданий, то есть не содержащих никаких выходных данных (известно, по крайней мере, семь из них). Где была эта типография — неизвестно; неизвестно также, кто был руководителем этой типографии — скорее всего, сам Ганс Мессингейм. В послании Ивана Грозного 1556 года новгородским дьякам говорится о мастере печатных книг Маруше Нефедьеве, которого Иван Васильевич послал в Новгород. Маруша должен был привезти в Москву новгородского мастера Васюка Никифорова, который «умеет резати резь всякую». Последний, предположительно, был гравёром первой московской типографии, а сам Маруша, возможно, и был руководителем типографии после Ганса Мессингейма. Предполагают также, что в этой типографии работал и Иван Фёдоров в качестве ученика. В 1563 году, по приказу Ивана IV, в Москве был устроен дом — Печатный двор, который царь щедро обеспечил от своей казны. В нём был напечатан Апостол (книга, 1564).
В Послесловии к московскому «Апостолу» 1564 года о начале книгопечатания написано следующее:
И сие доиде и царю в слухъ; он же начатъ помышляти, како бы изложити печатныя книги, яко же в грекехъ, и в Венецыи, и во Фрягии, и в прочих языцехъ, дабы впредь святыя книги изложилися праведнѣ. И тако возвѣщает мысль свою пресвященному Макарию, митрополиту всея Русии. Святитель же, слышавъ, зело возрадовася и, Богови благодарение воздавъ, царю глаголаше, яко от Бога извѣщение приемшу и свыше даръ сходящъ. И тако повелѣниемъ благочестиваго царя и великаго князя Ивана Васильевича всея Русии и благословениемъ пресвященнаго Макария митрополита начаша изыскивати мастеръства печатных книгъ в лѣто 61 осмыа тысящи. Въ 30-е лѣто государьства его благовѣрный же царь повелѣ устроити домъ от своея царския казны, идѣ же печатному дѣлу строитися, и нещадно даяше от своихъ царских сокровищъ дѣлателем — Николы Чюдотворца Гостунъского диякону Ивану Фёдорову да Петру Тимофѣеву Мстиславцу на составление печатному дѣлу и къ ихъ упокоению, донде же и на совершение дѣло ихъ изыде. И первѣе начаша печатати сия святыя книги — Дѣяния апостольска, и послания соборная, и святаго апостола Павла послания в лѣто 7070 первое априля въ 19 на память преподобнаго отца Иоана Палеврета, сирѣчь ветхия лавры. Совершени же быша в лѣто 7070 второе марта въ 1 день при архиепископе Афанасие, митрополите всея Росия, в первое лѣто святительства его, въ славу Всемогущия и Живоначалныя Троица, Отца и Сына и святаго Духа, аминь.

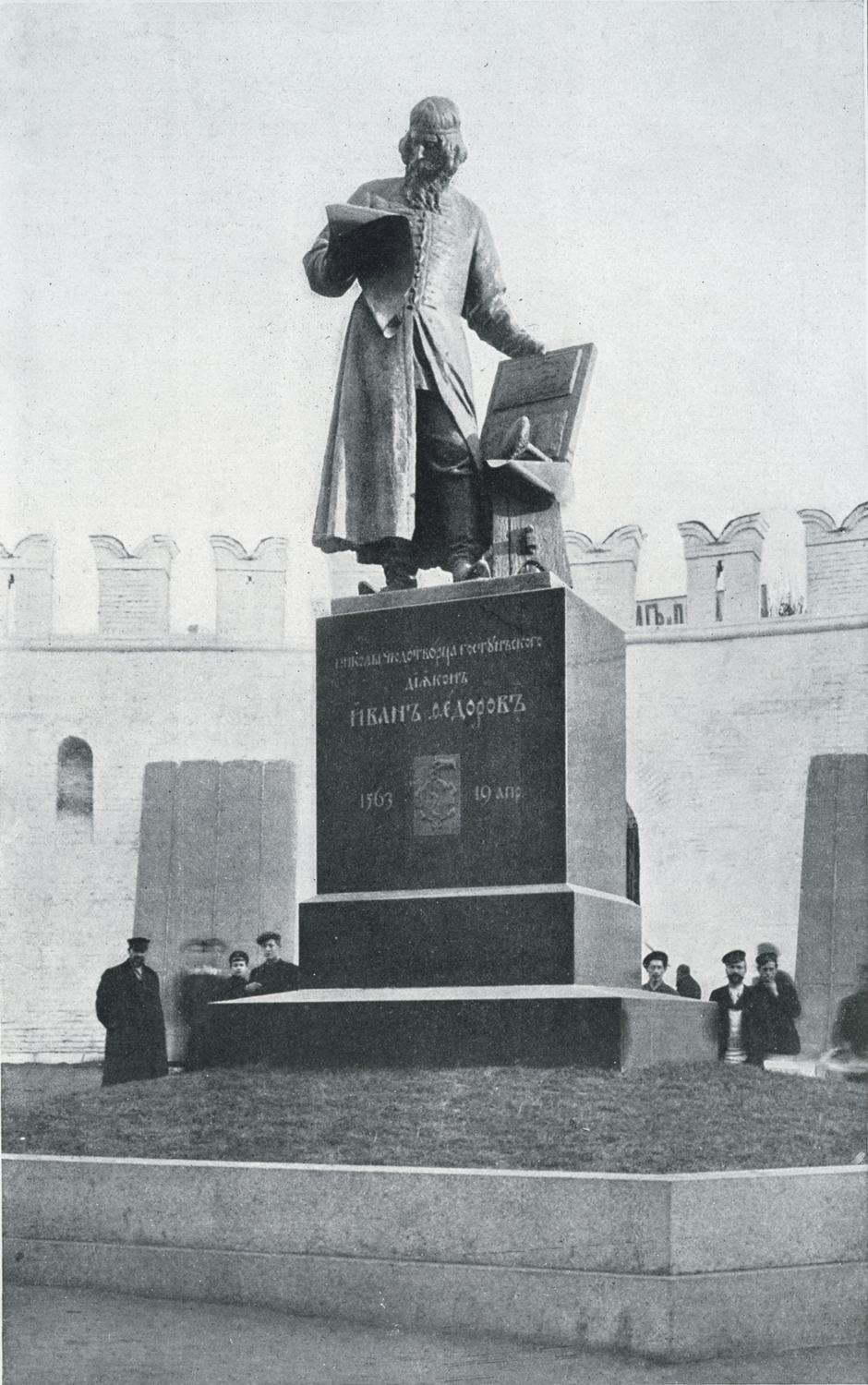
Москва. Памятник Ивану Фёдорову в 1910—1912 гг.

Первой печатной книгой, в которой указано имя Ивана Фёдорова (и помогавшего ему Петра Мстиславца), стал «Апостол», работа над которым велась, как указано в послесловии к нему, с 19 апреля 1563 года по 1 марта 1564 года. Это — первая точно датированная печатная русская книга. Издание это как в текстологическом, так и в полиграфическом смысле значительно превосходит предшествовавшие анонимные. На следующий год в типографии Фёдорова вышла его вторая книга, «Часослов».
Всё это происходило на фоне нападок на печатников, о которых мы знаем как со слов самого Фёдорова, так и из несколько более позднего сообщения английского дипломата Джильса Флетчера, утверждающего, что типография была сожжена невежественным духовенством. Сообщение это звучит так:
«Будучи сами невеждами во всём, они (русские священники) стараются всеми средствами воспрепятствовать распространению просвещения, как бы опасаясь, чтобы не обнаружилось их собственное невежество и нечестие. … Несколько лет тому назад, ещё при покойном царе, привезли из Польши в Москву типографский станок и буквы, и здесь была основана типография с позволения самого царя и к величайшему его удовольствию. Но вскоре дом ночью подожгли, и станок с буквами совершенно сгорел, о чём, как полагают, постаралось духовенство».
Впрочем, некоторые исследователи предполагают, что это сообщение относилось к предыдущей «анонимной» типографии, так как в случае пожара должны были погибнуть шрифты и гравировальные доски, Иван Фёдоров же вывез их в Литву. Так или иначе, вскоре после издания «Часовника» Фёдоров со Мстиславцем уехали в Великое княжество Литовское. Существует предположение, что вражда духовенства против печатников была обусловлена конкуренцией монахов-переписчиков, цены на труд которых сбивала печатная книга.
Существует и иное объяснение отъезда Фёдорова из Москвы. Так, акад. М. Н. Тихомиров подчёркивал, что версия о нападках переписчиков и поджоге «основана только на рассказе Флетчера… Эта легенда… крайне неправдоподобна. Ведь в пожаре должны были погибнуть шрифты и доски для гравюр, а мы знаем, что Иван Фёдоров вывез их… Нигде нет никаких указаний на преследование печатного дела со стороны духовенства. Наоборот, печатные книги выходили по благословению митрополитов Макария и Афанасия. К тому же Флетчер писал… спустя четверть века… по слухам…». М. Н. Тихомиров объясняет увольнение Фёдорова от печатного дела тем, что он, принадлежа к белому духовенству и овдовев, не постригся, согласно действовавшим правилам, в монахи. Вместе с тем, посылка его в Заблудов объясняется политической задачей поддержки православия в период перед заключением Люблинской унии и была, по мнению М. Н. Тихомирова, совершена с согласия или даже по указанию Ивана IV. Тихомиров указывает также на тот факт, что книгопечатание в Москве с отъездом Фёдорова и Мстиславца не прекратилось: с 1568 года и вплоть до начала XVII в. типографией руководит ученик Ивана Фёдорова, Андроник Невежа.
Сам Иван Фёдоров в послесловии к Львовскому Апостолу 1574 года пишет, что ему в Москве пришлось претерпеть очень сильное и частое озлобление по отношению к себе не от царя, а от государственных начальников, священноначальников и учителей, которые завидовали ему, ненавидели его, обвиняли Ивана во многих ересях и хотели уничтожить Божие дело (то есть книгопечатание). Эти люди и выгнали Ивана Фёдорова из его родного Отечества; Ивану пришлось переселиться в другую страну, в которой он никогда не был. В этой стране Ивана, как он сам пишет, любезно принял благочестивый король Сигизмунд II Август вместе со своей радою. Иван, в частности, пишет:
Сия же убо не туне начахъ повѣдати вамъ, но презѣлнаго ради озлобления, часто случающагося нам не от самого того государя, но от многихъ начальникъ, и священноначалникъ, и учитель, которые на насъ зависти ради многия ереси умышляли, хотячи благое въ зло превратити и Божие дѣло в конецъ погубити, яко же обычай есть злонравных, и ненаученых, и неискусных в разумѣ человекъ, ниже грамотическия хитрости навыкше, ниже духовнаго разума исполнени бывше, но туне и всуе слово зло принесоша. Такова бо есть зависть и ненависть, сама себѣ навѣтующи, не разумѣетъ, како ходитъ и о чемъ утвержается. Сия убо насъ от земля, и отечества, и от рода нашего изгна и въ ины страны незнаемы пресели.

Егда же оттуду сѣмо преидохом, и по благодати богоначалнаго Исуса Христа, Господа нашего, хотящаго судити вселеннѣй въ правду, въсприяша насъ любезно благочестивый государь Жикгимонтъ Август, кроль польский и великий князь литовъский, руский, пруский, жемотиский, мазовецкий и иных, съ всѣми паны рады своея.

### В Речи Посполитой

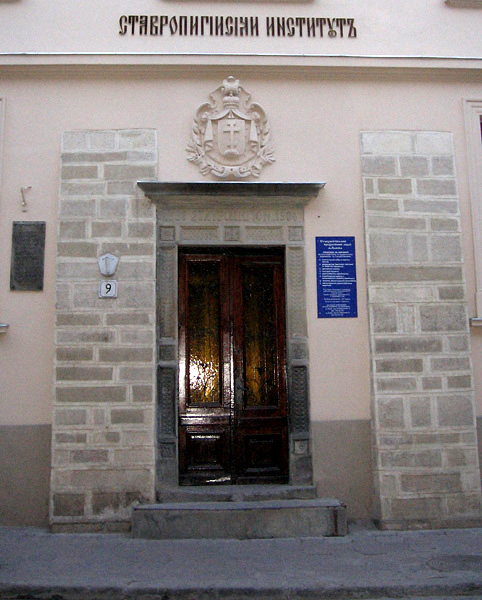
Здание типографии Ставропигийского института, где были напечатаны книги Ивана Фёдорова

В Литве Фёдорова радушно принял гетман Ходкевич, который основал типографию в своём имении Заблудове. Первой книгой, отпечатанной в Заблудовской типографии силами Ивана Фёдорова и Петра Мстиславца, было «Учительное Евангелие» (1568) — сборник бесед и поучений с толкованием евангельских текстов. В 1570 году Иван Фёдоров издал «Псалтырь с Часословцем», широко использовавшуюся также и для обучения грамоте.
После Люблинской унии (1569 год) давление католического духовенства вынудило Григория Ходкевича в 1570 году отказаться от поддержки кириллического православного книгопечатания.
Для продолжения печатного дела Иван переселился во Львов и здесь решил продолжать начатое, но испытал немалые трудности. Для продолжения книгопечатания нужны были денежные средства. Для этой цели Иван обратился за помощью к богатым русским и греческим купцам, проживающим во Львове, но купцы не помогли Ивану. Помощь оказали отдельные небогатые священники и городские прихожане. Другая сложность была в том, что столярный цех Львова запретил иметь в типографии столяра; столяр был нужен для того, чтобы делать в типографии необходимые работы. Вмешательство городского совета и отзывы краковских типографов помогли в этом деле.
В основанной им типографии Иван напечатал второе издание «Апостола» (1574). Львовское издание «Апостола» содержит в себе также послесловие от самого Ивана Фёдорова, где он рассказывает о гонениях («Не от Государя, но от многих начальник и священоначальник, которые на нас зависти ради многие ереси умышляли»), которые его «…от земли, отечества и рода нашего изгнали в края доселе неведомые». Предпринимательская деятельность первопечатника не была особо успешной: во Львове он снова столкнулся с конкуренцией со стороны переписчиков, которые препятствовали развитию его дела. Продажей книг Иван занимался не только во Львове, но и в Кракове, и в Коломые. В Кракове Иван пользовался доверием польского врача Мартина Сенека, при посредничестве которого он получал в кредит бумагу для типографии с Краковской фабрики Лаврентия. В 1579 году типография Фёдорова вместе с 140 книгами была заложена еврею Израилю Якубовичу за 411 польских золотых. Сын Фёдорова остался во Львове и торговал книгами. Ивана же пригласил к себе Константин Острожский в город Острог, где он напечатал, по поручению князя, знаменитую «Острожскую Библию», первую полную Библию на церковнославянском языке. В 1575 году Иван Фёдоров-Москвитин был назначен управляющим Дерманского монастыря.

### Последние годы и смерть
Иван Фёдоров был разносторонне просвещён — наряду с издательским делом он отливал пушки и изобрёл многоствольную мортиру с взаимозаменяемыми частями. Между 26 февраля и 23 июля 1583 года он совершил поездку в Вену, где демонстрировал своё изобретение при дворе императора Рудольфа II. Определённое время (на протяжении 1583 года) работал в Кракове, Вене и, возможно, Дрездене. Имел тесные связи с просвещёнными людьми Европы. В частности, в Дрезденском архиве найдена переписка Ивана Фёдорова с саксонским курфюрстом Августом (письмо написано 23 июля 1583).
По возвращении из трудной поездки 5 (15) декабря 1583 г. Иван Фёдоров скончался в предместье Львова и был похоронен во Львове в Святоонуфриевском монастыре на кладбище.
В 1971 году при разборе монастырской стены были найдены останки двух человек. Одно время считали, что это захоронение Ивана Фёдорова и его сына Ивана, умершего через три года после смерти отца при таинственных обстоятельствах. Но это мнение ошибочное. Иван Фёдоров был похоронен на Онуфриевском кладбище, рядом с храмом, а в храм перенесли лишь плиту с надгробья Фёдорова, как и другие плиты с кладбища — ими выстилали пол в храме. В 1883 году пол меняли, и плиту раскололи. Точное место могилы во дворе было утрачено уже к концу XIX века. В 1977 году во дворе храма по сохранившейся фотографии была установлена надгробная плита с могилы Ивана Фёдорова, а рядом с ней был установлен памятник — трёхфигурная композиция, изображающая Ивана Фёдорова с учениками: Петром Мстиславцем и Андроником Невежей (скульптор Анатолий Галян). После реставрации 1972—1974 годов здесь открыт музей Ивана Фёдорова — филиал Львовской картинной галереи. Памятник русским первопечатникам Ивану Фёдорову с учениками Петром Мстиславцем и Андроником Невежей был перенесён на новое место. В настоящее время он находится перед зданием Музея искусства старинной украинской книги по адресу — город Львов, улица Коперника, 15а.

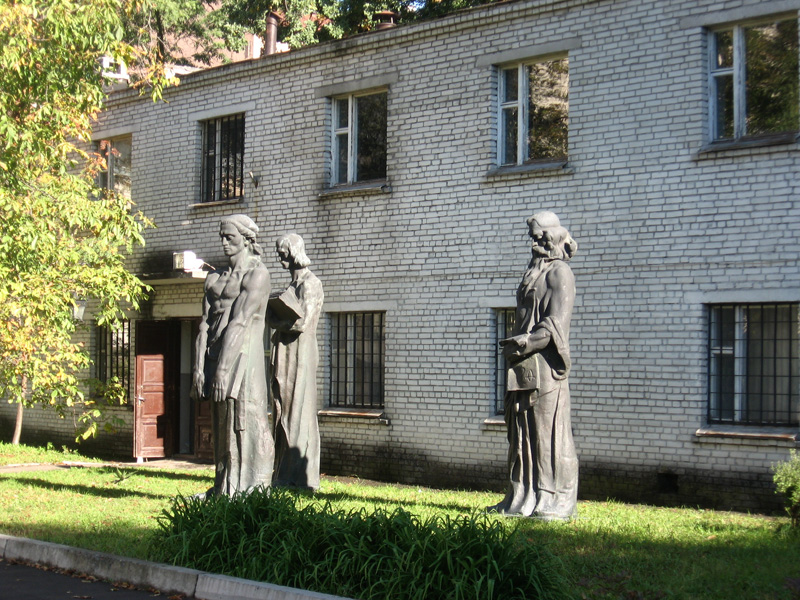
Скульптор Анатолий Галян. Здание музея книги и трёхфигурная композиция перед его фасадом — памятник русским первопечатникам Ивану Фёдорову с учениками: Петром Мстиславцем и Андроником Невежей

### Вопрос о начале книгопечатания на Украине
Вопрос о том, был ли Иван Фёдоров южнорусским первопечатником, встал перед исследователями ещё в XIX веке, после обнаружения на кладбище Онуфриевского монастыря во Львове надгробной плиты печатника, где было написано: «…друкарь Москвитин, который своим тщанием друкование занедбалое обновил. Преставился во Львове року 1583 декемвр…» По мнению современных украинских исследователей Ореста Мацюка, Якима Запаско и Владимира Стасенко, в XV веке во Львове существовала типография, которую в 1460 году её владелец Степан Дропан подарил монастырю св. Онуфрия. Со временем, по мнению этих исследователей, её деятельность прекратилась. Таким образом, эти три исследователя утверждают, что Иван Фёдоров лишь возродил печатное дело в городе. Впервые эту точку зрения сформулировал диаспорный историк Иларион Огиенко в своей работе «История украинской печати» (укр. Історія українського друкарства) в 1925 году, а в советское время развил Орест Мацюк. Однако эта альтернативная теория подверглась жёсткой критике со стороны известного российского исследователя Евгения Немировского. Изучая Хроники монастыря св. Онуфрия, Немировский подтвердил, что Степан Дропан действительно пожертвовал монастырю денежные средства и землю, однако никаких упоминаний типографии в Хрониках нет. Заключение Огиенко о том, что Степан Дропан был первопечатником, основывается только на том факте, что в 1791 году монахи предъявили ряд претензий Ставропигийскому братству. В числе своих требований, братья притязали и на типографию, мотивируя это тем, что Степан Дропан якобы завещал её в 1460 году, что не находит подтверждения в Хрониках. Апелляция к фигуре Степана Дропана со стороны монахов, таким образом, представляла собой не более чем неудачный тактический ход с целью заполучить типографию. Евгений Немировский отмечает, что в 1460 году типографий не было ни в одном европейском городе, кроме Майнца: «Если до 1460 года во Львове печатали книги, то основать типографию здесь мог лишь изобретатель книгопечатания Иоганн Гутенберг».
До нас не дошёл ни один экземпляр отпечатанной на территории современной Украины книги, который бы предшествовал Ивану Фёдорову. Тем не менее есть определённые основания предполагать, что предшественники у него имелись. Это каталог книг Словитского монастыря около Львова (1826 год), в котором, среди прочего, были указаны издания дофёдоровского периода из Киева, Почаева и Львова, а также документы XVIII века — хроника Онуфриевского монастыря и Топографическое описание Киевского наместничества, указывающие на основание типографий в первой половине XVI века в Киеве и Остроге. Однако наиболее веские аргументы связывают начало книгопечатания именно со Львовом. Выше уже отмечалось, что в надписи на могильной плите Фёдорова идет речь о восстановлении печатного дела. Обращается также внимание на тот документально подтверждённый факт, что Иван Фёдоров, будучи во Львове, отдал своего помощника Гриня Ивановича обучаться всем премудростям печатного дела львовскому художнику Лаврентию Филиповичу, что указывает на наличие у последнего необходимых знаний. В королевской привилегии, выданной львовской типографии в 1592 году, утверждалось, что она «существовала издавна, а несколько лет тому назад реформирована». Сам же Иван Фёдоров в послесловии к львовскому изданию «Апостола» вспоминал, что «когда вселшумися въ преименитомъ граді Лвові, яко по стопамъ ходяще топтанымъ нікоєго богоизбранна мужа начахъ глаголати в себі молитву сію», что намекает на наличие у Федорова неизвестного предшественника. Это, в свою очередь, может быть одной из причин, почему из городов Польского королевства он избрал в качестве места основания своей типографии именно Львов. Таким образом, полагают современные украинские учёные, наличие книгопечатания на территории Украины ещё до Ивана Фёдорова вполне возможно — что, однако, не умаляет значения последнего, так как именно его следует считать основателем постоянного книгопечатания на Украине в противовес спорадическому и маломощному в предшествующий период.

## Семья
Имя и происхождение жены неизвестно. По-видимому, Иван Фёдоров имел нескольких детей, так как Иван, Добрый единственный упоминаемый в документах сын, именуется «старшим» (то есть не единственным). Этот сын был известен под прозвищем «Друкаревич» (то есть «сын печатника», поскольку эта профессия в Речи Посполитой называлась друкарь — от польск. drukarz, от нем. drucken («печатать»), от древневерхненемецкого drucchen), умер в возрасте 25 лет, через 6 лет после свадьбы, вскоре после помещения в долговую тюрьму. Его наследницей стала жена Татьяна (что означает отсутствие у него детей).

## Труды

### Сочинения Ивана Фёдорова

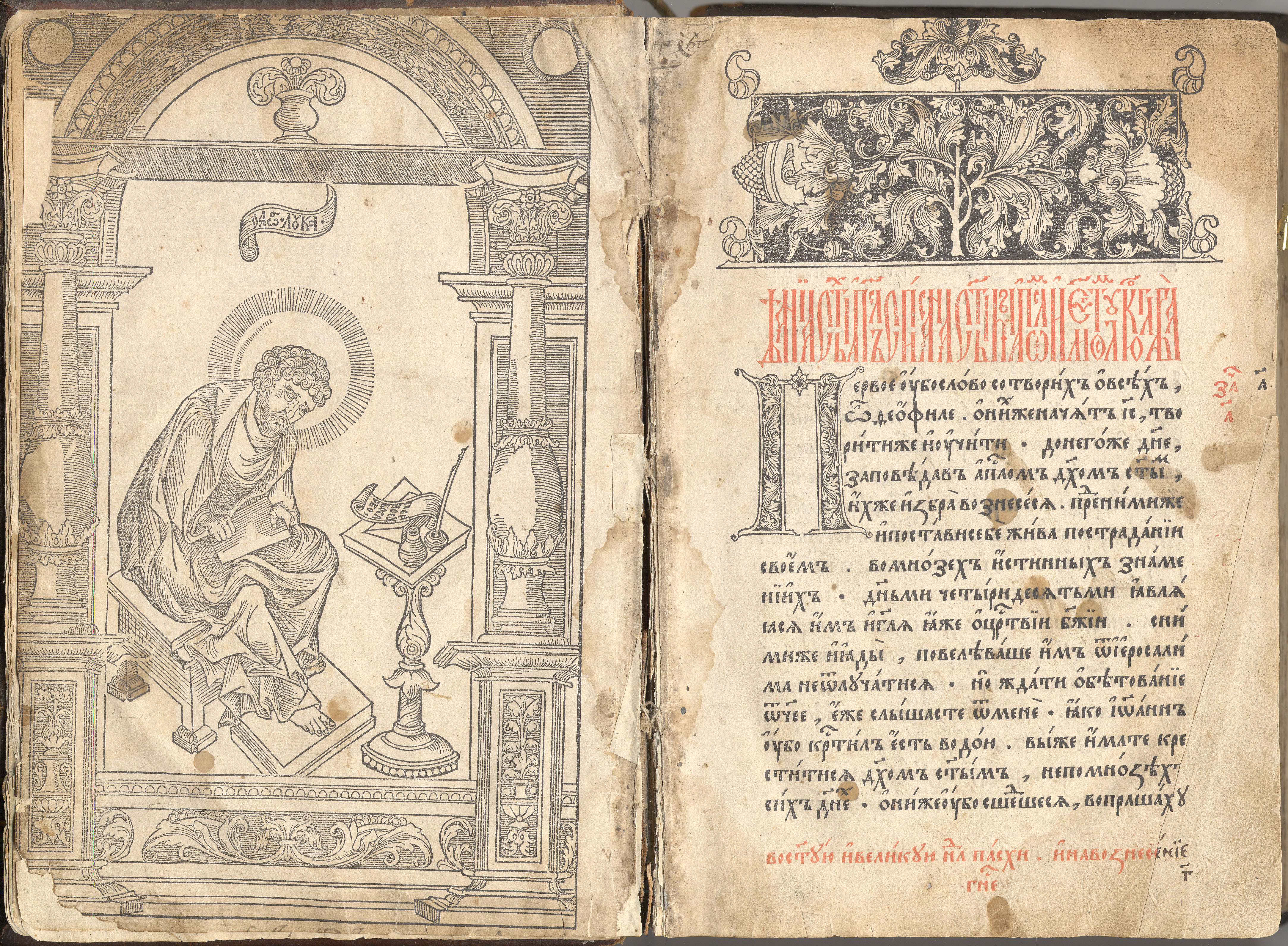
Московский Апостол.

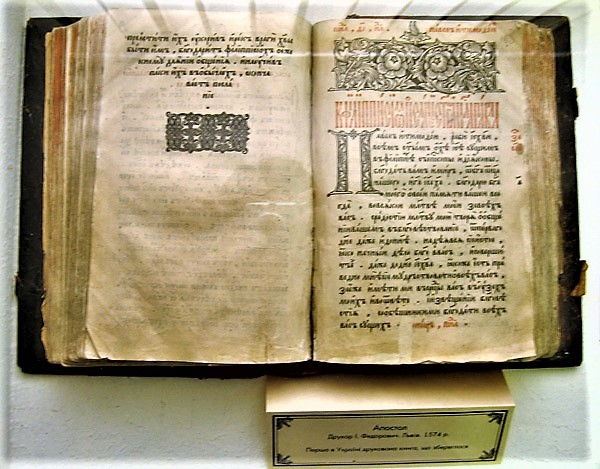
«Апостол», отпечатанный Иваном Фёдоровым в 1574 году во Львове.

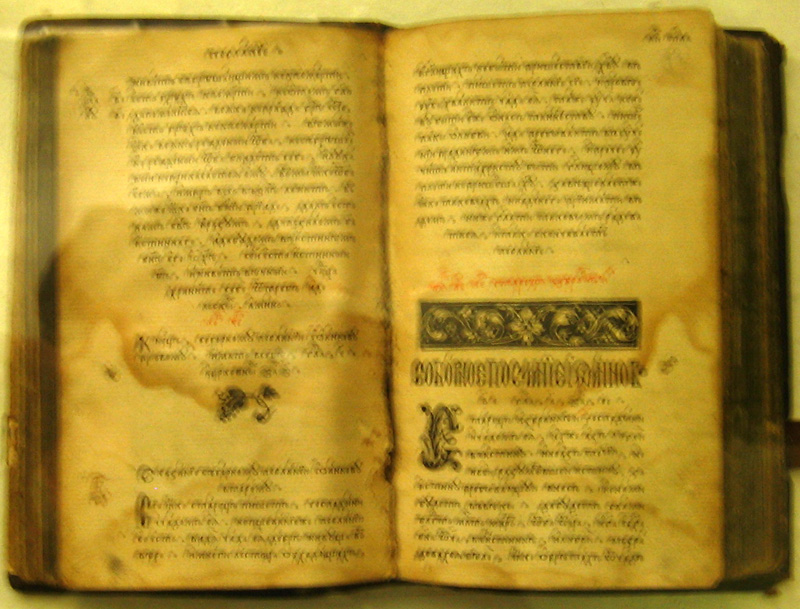
«Новый Завет» (Острог, 1580)

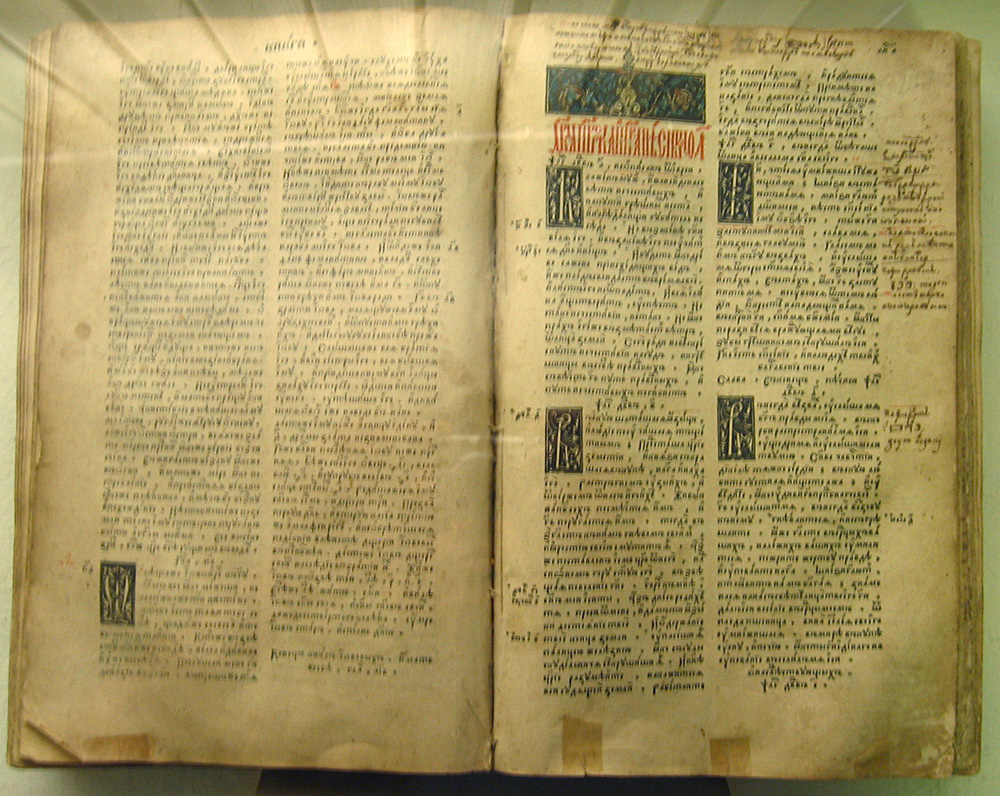
Острожская Библия, 1581

- Послесловие к московскому «Апостолу» 1564 года
- Послесловие к львовскому «Апостолу» 1574 года

### Книги, изданные Иваном Фёдоровым вместе сПетром Мстиславцем
1. Апостол. Москва, печатался с 17 апреля 1563 по 1 марта 1564, 6 ненумерованных листов + 262 нумерованных (здесь и далее имеется в виду нумерация кириллическими буквами), формат страниц не менее 285×193 мм, печать в два цвета, тираж около 1000, сохранилось не менее 47 экземпляров. Электронная версия (недоступная ссылка).
2 и 3. Часовник. Москва, два тиража (7/VIII — 29/IX и 2/IX — 29/X 1565), 173 (во втором тираже 172) ненумерованных листа, формат не менее 166 x 118 мм, печать в два цвета, сохранилось не менее 7 экземпляров. Электронная версия.
4. Евангелие учительное. Заблудов, 8/VII 1568 — 17/III 1569, 8 ненумерованных + 399 нумерованных листов, формат не менее 310 x 194 мм, печать в два цвета, сохранилось не менее 31 экземпляра. электронная версия.

### Книги, изданные Иваном Фёдоровым безПетра Мстиславца
5. Псалтырь с часословцем. Заблудов, 26/IX 1569 — 23/III 1570, 18 ненумерованных листов + 284 листа первого счёта + 75 листов второго счёта, формат (по сильно обрезанному экземпляру) не менее 168 x 130 мм, печать в два цвета. Очень редкое издание: известно всего три экземпляра, причём все неполные. Впервые в кирилловском книгопечатании набраны разграфленные таблицы. Имеется электронная версия.
6. Апостол. Львов, 25/II 1573 — 15/II 1574, 15 ненумерованных + 264 нумерованных листа, формат не менее 300 x 195 мм, печать в два цвета, тираж 1000—1200, сохранилось не менее 70 экземпляров. Перепечатка московского издания 1564 года с несколько более богатым оформлением. Имеется электронная версия; Апостол 1574 на Викискладе почти полного экземпляра.
7. Букварь. Львов, 1574, 40 ненумерованных листов, полоса набора 127,5 x 63 мм, печать в два цвета, тираж был предположительно 2000, но пока найден только один экземпляр (хранится в библиотеке Гарвардского университета). электронная версия
8. Греческо-русская церковнославянская книга для чтения. Острог, 1578, 8 ненумерованных листов, полоса набора 127,5 x 64 мм, печать в один цвет, впервые у Ивана Фёдорова набор в две колонки (параллельно греческий и славянский текст), также известен лишь один экземпляр (хранится в Государственной библиотеке города Готы, восточная Германия). Этот экземпляр переплетён вместе с экземпляром Букваря 1578 года (см. ниже), из-за чего часто их считают одной книгой, на которую ссылаются как на Острожскую азбуку 1578 года (см., например, факсимильное переиздание: М.: Книга, 1983). Имеется электронная версия этих двух изданий.
9. Букварь. Острог, 1578, 48 ненумерованных листов, полоса набора 127,5 x 63 мм, печать в один цвет, тираж был большим, но сохранилось лишь два неполных экземпляра (об одном уже говорилось, второй же хранится в Королевской библиотеке Копенгагена). Повторение львовского букваря 1574 года с добавленным «Словом о буквах» Черноризца Храбра. Имеется электронная версия этой книги и предыдущей.
10. Новый завет с Псалтырью. Острог, 1580, 4 ненумерованных + 480 нумерованных листов, формат не менее 152 x 87 мм, печать в два цвета, о тираже данных нет, сохранилось не менее 47 экземпляров.
11. Алфавитно-предметный Указатель к предыдущему изданию («Книжка, собраніе вещей…»). Острог, 1580, 1 ненумерованный + 52 нумерованных листа, полоса набора 122 x 55 мм, печать в один цвет, сохранилось не менее 13 экземпляров (часто подшиты к концу предыдущей книги, но явно печатались отдельно и оформлены как особое отдельное издание).
12. Хронология Андрея Римши («Которого ся мсца што за старыхъ вековъ дѣело короткое описаніе»). Острог, 5/V 1581, двухстраничная листовка (текст помещён на внутренних страницах), полоса набора около 175 x 65 мм. Единственный известный экземпляр хранится в Российской национальной библиотеке, Санкт-Петербург.
13. Библия. Острог, 1581. 8 ненумерованных + 276 + 180 + 30 + 56 + 78 нумерованных листов пяти счётов, формат не менее 309×202 мм, набор в две колонки, в том числе немного по-гречески; печать преимущественно в один цвет (киноварь только на титуле). Тираж до 1500, сохранилось около 400 (рекордно много, даже среди более новых изданий). Подробнее об этом издании см. в статье «Острожская Библия».

## Память

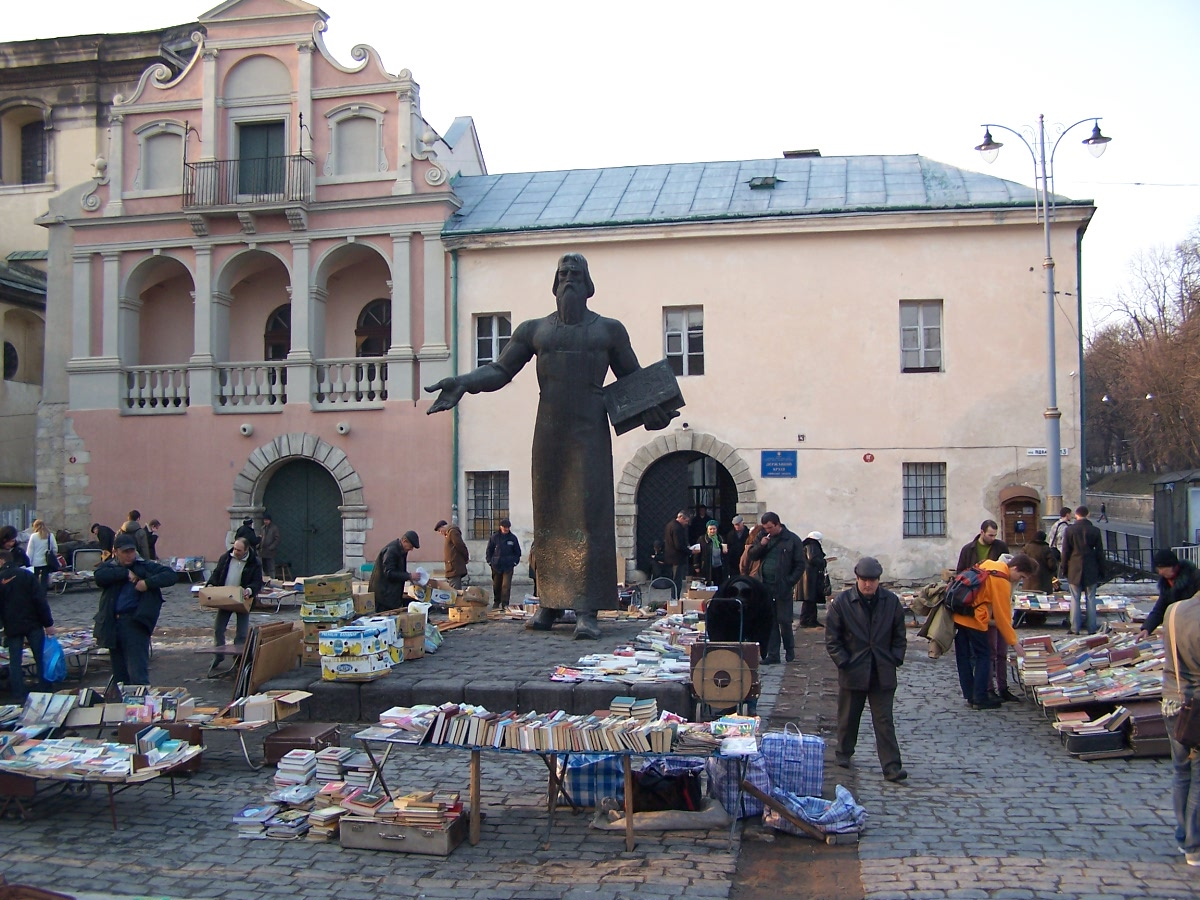
Памятник Ивану Фёдорову (Львов)

- В 1909 году в Москве у Китайгородской стены, напротив Синодальной типографии (древнего Печатного двора), был установлен памятник Ивану Фёдорову работы скульптора С. М. Волнухина. Изображения Ивана Фёдорова неизвестны, нет даже его словесного портрета. Волнухин совместно с художником С. В. Ивановым и историком И. Е. Забелиным создали обобщённый образ, этот образ и отражён в памятнике.
- В 1977 году в Святоонуфриевском монастыре был открыт музей Ивана Фёдорова. В 1990 году музей был выселен из этого помещения в связи с передачей монастыря ордену василиан, и все его экспонаты хранились в подвалах Львовской картинной галереи[32]. В 1997 музей вновь открыт в новом помещении под названием «Музей искусства старинной украинской книги».
- В октябре 2009 года прославлен в Русской православной старообрядческой церкви как святой праведный диакон Иоанн, словенским книгам печатник[33].
- В вышедшем из печати в октябре 2015 года церковном календаре Русской Православной старообрядческой Церкви на 2016 год впервые опубликован молебный канон первопечатнику Иоанну Фёдорову и фотография его иконы[34].
- В честь Ивана Фёдорова назван Московский издательско-полиграфический колледж. 23 июля 2010 года Московскому государственному университету печати было присвоено имя Ивана Фёдорова в связи с 80-летием основания университета[35].
- Именем Ивана Фёдорова назван главный орган государственной библиографии Украины — Книжная палата.
- Имя носил Украинский полиграфический институт.
- Улицы, носящие имя Ивана Фёдорова есть в Бердичеве, Волгограде, Казани, Киеве и Львове. Памятник Ивану Фёдорову во Львове был установлен во время празднования четырёхсотлетия книгопечатания на украинских землях 26 ноября 1977 года. Бронзовую скульптуру создавали скульпторы В. Борисенко и В. Подольский совместно с архитектором А. Консуловым.
- В 1922 году бывшая Типолитография товарищества Р. Голике и А. Вильборга на углу набережной Обводного канала и Звенигородской улицы в Петрограде получила имя Ивана Фёдорова.

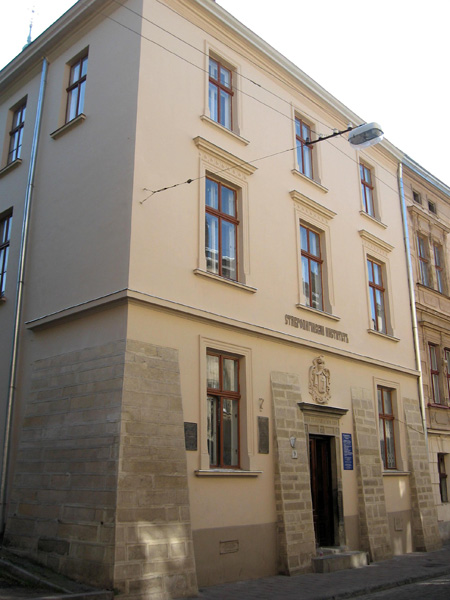
Здание типографии Ставропигийского института, современный вид (после перестройки в 18 веке
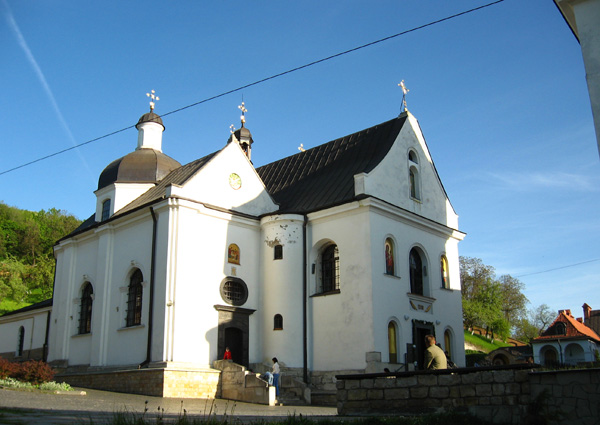
Святоонуфриевский монастырь, рядом с которым 5 декабря 1583 года был похоронен Иван Фёдоров
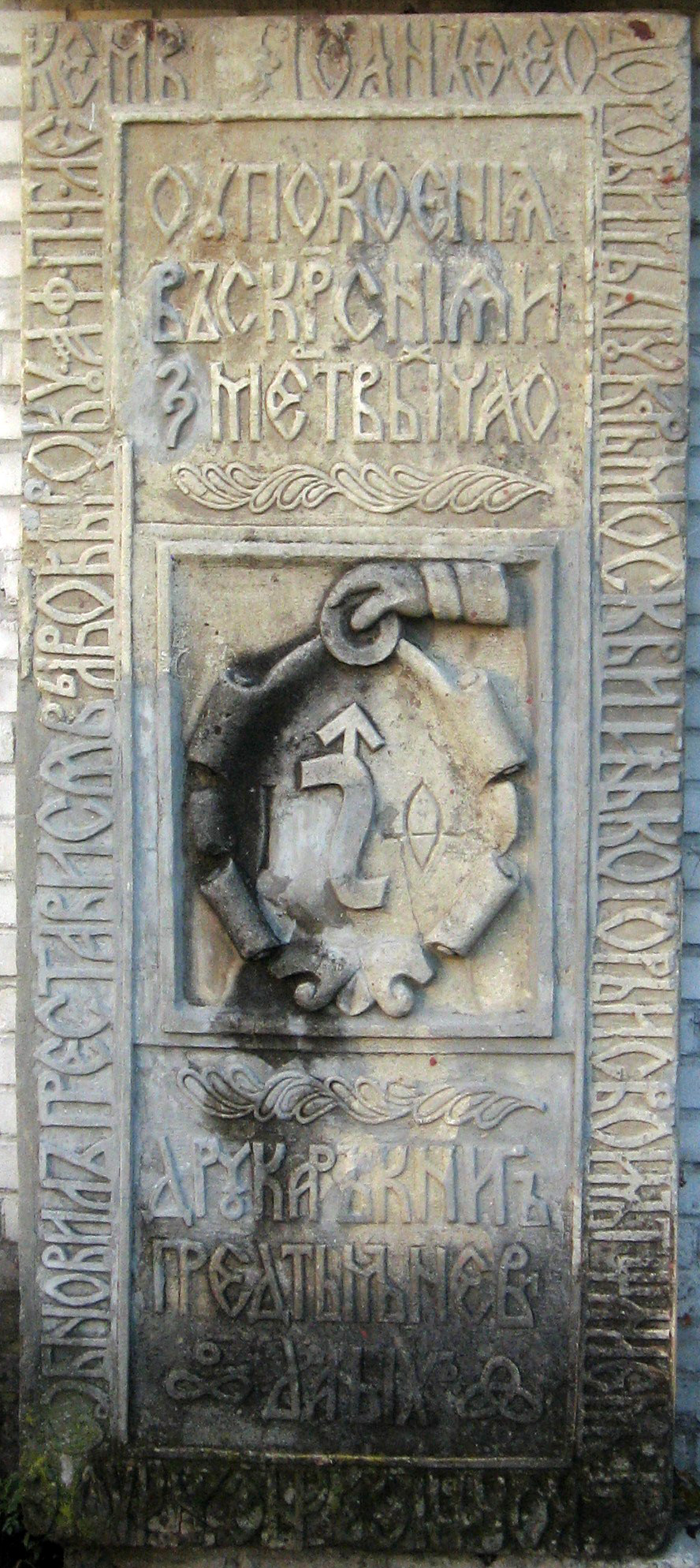
Восстановленное надгробие Ивана Фёдорова

### В филателии и нумизматике
- В 1883 году было выпущено сразу два жетона с одинаковым оформлением в честь Ивана Фёдорова. Первый был изготовлен из оловянно-цинкового сплава. Масса 6,96 г. Диаметр 25 мм. Второй с ушком отчеканили из серебра. Масса 8,75 г. Диаметр 25 мм. Клейма на лицевой стороне: пробирное «91» и герб Санкт-Петербурга и мастера именное «ПС».
- В 1983 году мировая общественность широко отмечала 400-летие со дня смерти Ивана Фёдорова. К этому событию в СССР был выпущен юбилейный медно-никелевый рубль. Диаметр — 31 мм, масса — 12,8 г. Гурт: две надписи «ОДИН РУБЛЬ», разделённые двумя точками. Выпуск 03.01.1984 г. Авторы: эскизов — Крылов, моделей — С. М. Иванов. Тираж: 3 000 000. ЛМД.

Почтовые марки
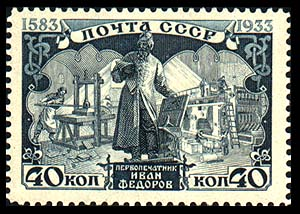
СССР, 1933 год
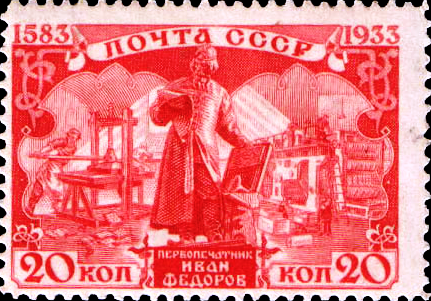
СССР, 1933 год
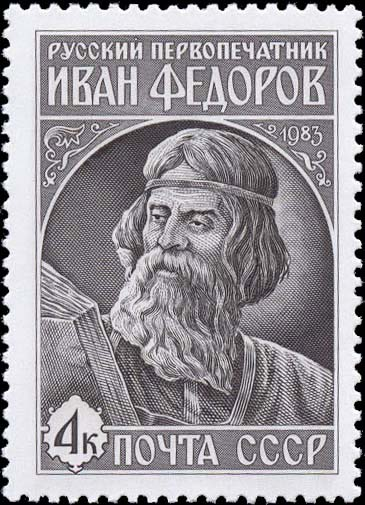
СССР, 1983 год
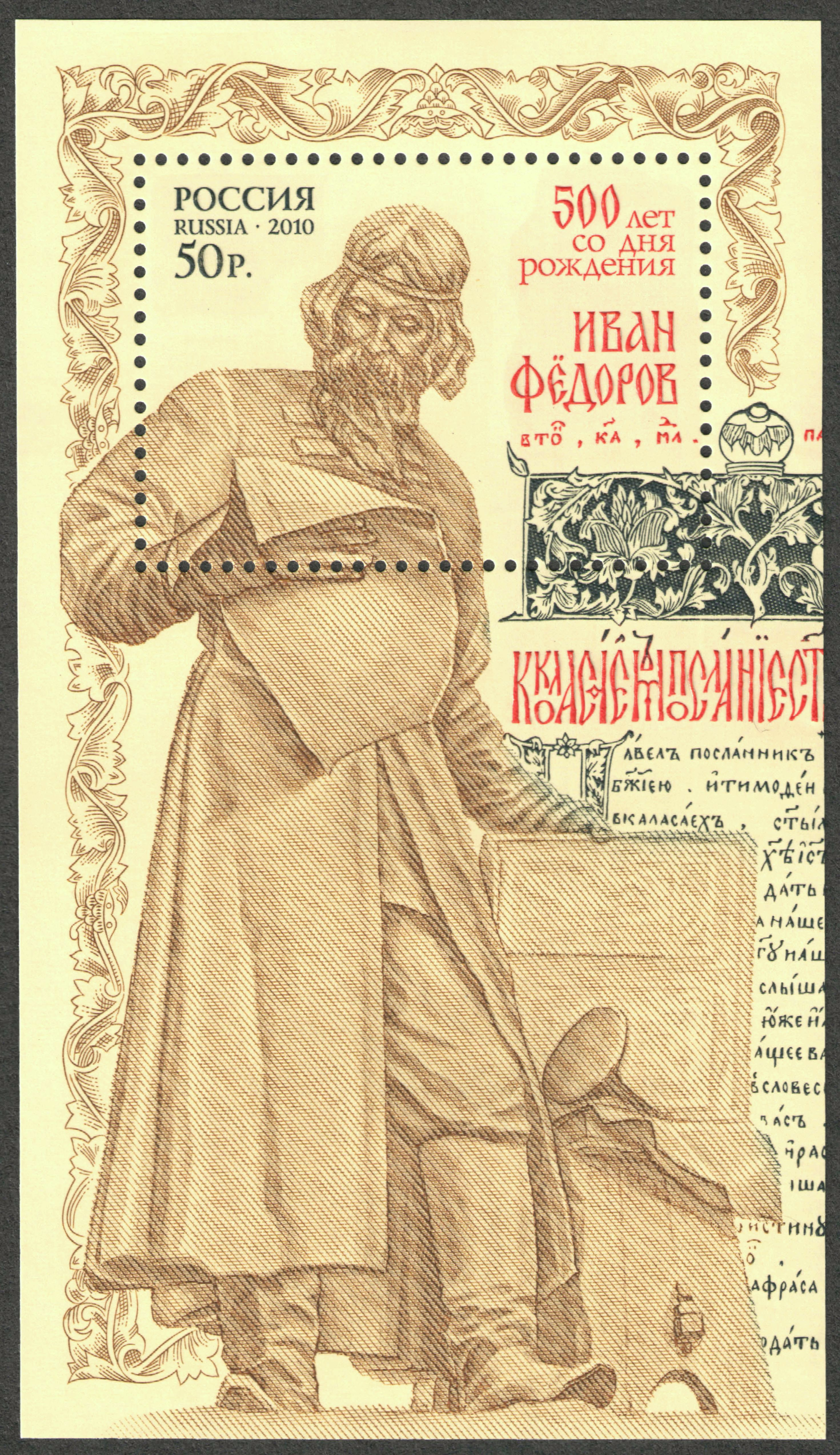
Россия, 2010 год
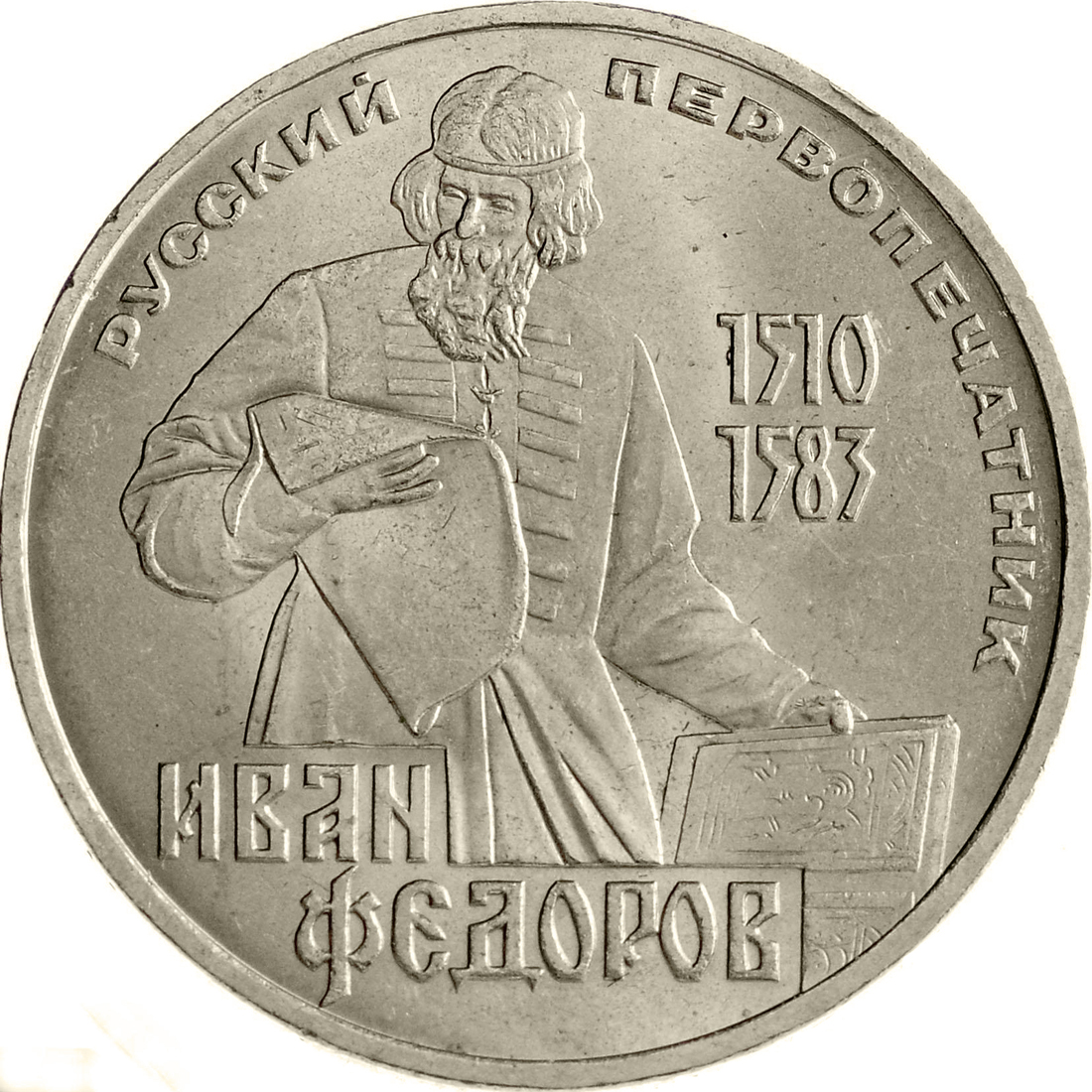
Монета Госбанка СССР номиналом 1 рубль

## Образ в искусстве

### В кино
- «Первопечатник Иван Фёдоров» (1941) — режиссёр Григорий Левкоев снял художественный историко-биографический фильм.
- «Откровение Иоанна Первопечатника» (1991) — на Киностудии им. Горького был снят пятисерийный исторический фильм, режиссёры — Юрий Сорокин, Юрий Швырёв. В главных ролях: Фёдор Сухов, Иннокентий Смоктуновский. В кинотеатрах фильм вышел в прокат под названием «Иван Фёдоров».
- Иван Грозный (телесериал) (2009)